# Quercus chrysolepis
Quercus chrysolepis Liebm., 1854 è una quercia sempreverde diffusa in America del Nord.

## Descrizione
Può assumere portamento di alberello o di cespuglio e in genere non supera i 18 metri, ma la chioma può misurare fino a 45 metri di ampiezza.

Le foglie presentano margini lisci o margini spinosi simili a quelli dell'agrifoglio. La loro lunghezza varia da 2,5 a 9 cm.

Fiorisce a fine maggio: i fiori femminili sono posti alla base superiore del picciolo delle foglie. 

Le ghiande crescono sino a una lunghezza di 3,7 cm.

## Distribuzione e habitat
È diffusa nella regione costiera dell'America settentrionale, dall'Oregon meridionale alla California.
Cresce ad altitudini che raggiungono i 2800 metri.